# 百老街
40°42′18″N 74°00′42″W / 40.705°N 74.0116°W

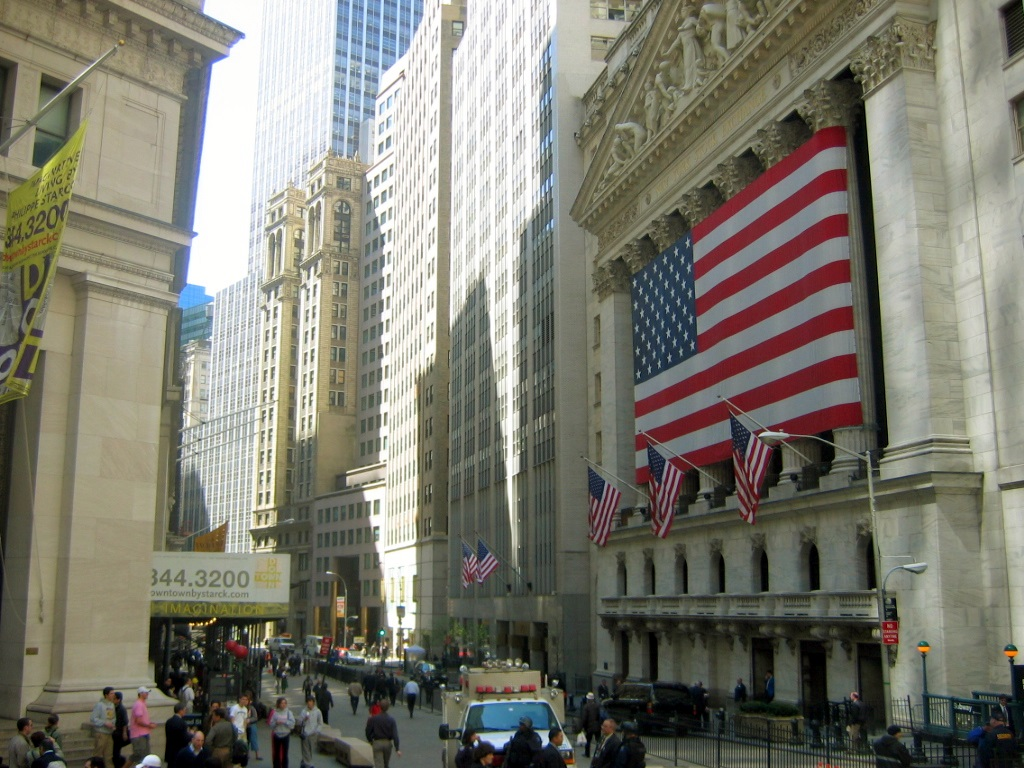
百老街和紐約證券交易所

百老街（Broad Street）是位於紐約曼哈頓金融區的一條街道。百老街的南端是南街，北端是華爾街。百老街原本是一條運河，在新阿姆斯特丹時代被稱為Heere Gracht，後在1676年被填平成為陸地。1835年紐約大火之後，百老街開始變為金融區。紐約證券交易所的門牌號為百老街18號。纽约地铁百老街站位于百老街和华尔街的交界处。

## 外部連結
- Broad Street: A New York Songline （页面存档备份，存于）